# Parque natural de Armañón
El Parque Natural de Armañón es el noveno parque natural de la comunidad autónoma del País Vasco, España. Se sitúa en la comarca de Las Encartaciones en Vizcaya, en los municipios de Carranza y Trucíos.
Tiene 3519 hectáreas de espacio natural protegido, de las cuales 2971 corresponden al parque en sí, y el resto a su zona periférica de protección. En él se encuentran riquezas naturales como la cueva de la Torca del Carlista, la cueva subterránea más grande de Europa, así como la cueva de Pozalagua y su muestra de estalactitas excéntricas y la de Santa Isabel. Del mismo modo es refugio de la principal colonia de cría de murciélago mediterráneo de herradura, especie amenazada. El 16 de febrero de 2016 es declarado Zona de Especial Conservación (ZEC), dentro de la Red Natura 2000 por un decreto del Gobierno Vasco.
El parque natural de Armañón está gestionado por la Diputación Foral de Vizcaya.

## La cueva de Pozalagua
La cueva de Pozalagua  tiene especial relevancia por albergar un importante número de estalactitas excéntricas en forma de flor. Es la segunda cueva en el mundo por el número de estas estalactitas, tras una grutas australianas. La curiosidad es debida a un proceso que ha afectado a la dolomía [CaMg(CO3)2], proceso que todavía no es claro.
Los trabajos de extacción de dolomía de la cantara de Pozalagua descubrieron la cavidad tras una explosión el   28 de diciembre de 1957. La cantera se cerró en 1976 para proteger la cueva y sus estalactitas.
La cueva de Pozalagua está formada por una sala única de 125 metros de largo, una anchura de 70 metros y una altura de 12 metros. La sala Versalles acoge la máxima concentración de estalactitas excéntricas. 
En 2013, la cueva de Pozalagua fue elegida El Mejor Rincón 2013 de la Guía Repsol.

## Patrimonio industrial
El parque de Armañón contiene restos interesantes de diversas actividades industriales que se realizaron en el mismo durante el siglo XX. La explotación del yacimiento de dolomía [CaMg(CO3)2] que hay en Peña Ranero fue explotado por la empresa Dolomitas del Norte S.L. quien recibió permiso para la construcción, en el barrio de Ambasaguas de Carranza, de factoría para la fabricación de ladrillo refractario el 12 de abril de 1947.
La dolomía se extraía en el llamado Coto de Domingo, en la vertiente santanderina del Peña de Ranero, y era transportado por un cable de vaivén hasta La Venta y de allí por ferrocarril hasta la fábrica. En 1956 obtuvo la adjudicación de la cantera de Pozalagua y construyó la estación de trituración que actualmente es el centro de interpretación del parque. La dolomía triturada se hacía llegar a la fábrica mediante una línea monocable Roe el cual cubría una distancia de 2888 metros. Contaba de un cable sinfín que discurría sobre 27 torres. 
Los trabajos en la cantera de Pozalagua fueron los que descubrieron el 28 de diciembre de 1957, tras una voladura, la cueva de Pozalagua. Los trabajos en la cantera fueron suspendidos en 1976 por el riesgo que representaban para la cueva. Esto hizo que la línea monocable Roe dejara de funcionar. Siendo sustituida la dolomía de Pozalagua por la que llegaba de la cantera de Montehano en Santoña (Cantabria). La fábrica cerro en 1990 y 12 años después, en 2002, se derribaron sus edificios quedando solo la estación de trituración y carga, la estación de descarga y chimeneas y las oficinas. En estos edificios se ha instalado el centro de interpretación del parque, el museo de Dolomitas y la oficina de turismo. En la cantera de Pozalagua se ha construido un auditorio y  la cueva es el mayor atractivo del parque natural.

## Ruta megalítica

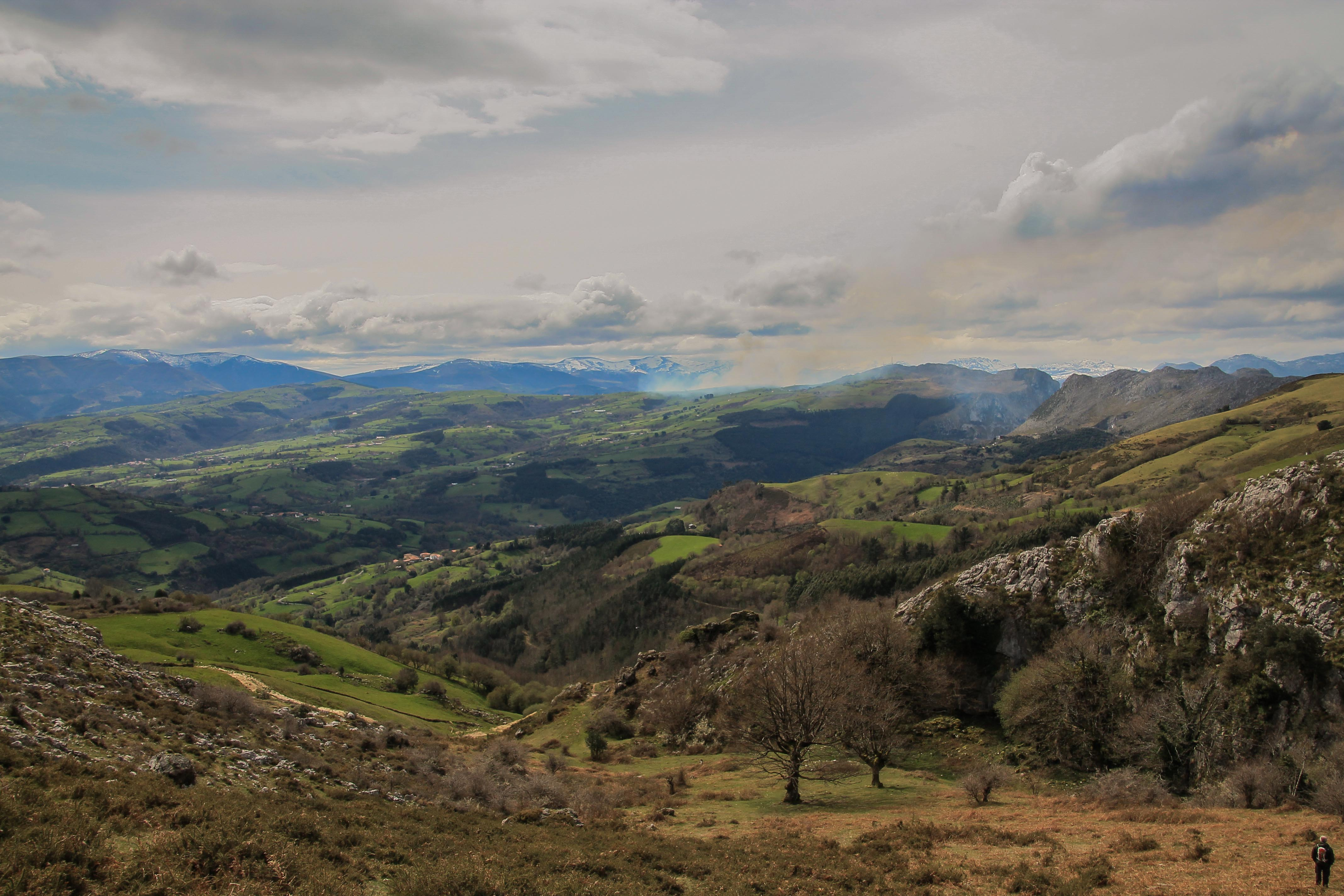
Paisaje del parque natural

Dentro de los límites del parque natural de Armañón hay un buen número de elementos megalíticos, principalmente dólmenes y túmulos. En 2021 se procedió a la puesta en valor de 14 de ellos situados en el cordal Armiñón-Galupa-Surbias. Son seis dólmenes, seis túmulos, una cista y una cabaña. Entre 1959 y 1975 Javier Gorrochategui y María José Yarritu realizaron la detección de la mayoría de los monumentos y, posteriormente, algunos de ellos fueron estudiados (en 1965 José María Apellániz estudió los dólmenes de Galupa I y II; en 2010 Juan Carlos López Quintana y Amagoia Güenaga Lizaso estudiaron la cista de Biroleo I y cabaña de Biroleo II y en 2022 López Quintana  estudió los túmulos de La Lama, Armañón I y Galupa III). En el año 2009 fueron declarados Bien Cultural con la categoría de Conjunto Monumental mediante el decreto ley 25/2009 del Gobierno Vasco. 
Los monumentos afectados por el programa de puesta en valor desarrollado por la Asociación Arqueológica AGIRI y financiado por la Dirección de Patrimonio Cultural del Gobierno Vasco, el departamento de Medio Natural y Agricultura de la diputación de Vizcaya y el ayuntamiento del Valle de Carranza, fueron los siguientes:
- Dolmen  Galupa I

El túmulo del dolmen Galupa I tiene una planta semicircular de 18 por 16 metros de diámetro y una altura de 2,20 metros. La cámara funeraria era de planta rectangular, la losa de cubierta está todavía en su lugar original. En 1965 se hallaron en él varios elementos entre los que destacan un hacha pulimentada de ofita, 3 láminas de sílex y varias cuentas de collar en azabache.
- Dolmen Galupa II

El túmulo de este monumento está formado por dos anillos, el primero de ellos está formado por 20 lajas hincadas en conexión con la cámara. El segundo se conforma con losas horizontales y tierra. La cámara funeraria del dolmen Galupa II es rectangular con una longitud de 1,85 metros y una anchura de 1 metro. La altura de a misma es de 1,20 metros y está orientada al Sureste. El ajuar hallado está formado por  2 triángulos de retoque abrupto y 2 fragmentos de laminita. Se estima que su construcción se realizó en la fase neolítica del Megalitismo
- Túmulo La Lama.

La Lama es una estructura circular hemisférica con un diámetro de 20 metros y una altura de 2.40 metros, situado a 720 metros sobre el nivel del mar en el monte Amiñon desde el se divisa amplias zonas de los valles de Carranza y Turcio.
En 2022 se realizó una excavación arqueológica que dirigió Juan Carlos López Quintana en la cual se determinó su singularidad dentro del Megalitismo cantábrico-oriental y se pudieron observar e identifican dos fases constructivas, con técnicas y materiales diferentes, realizadas en un corto plaza entre ellas. Se detectó la construcción de un túmulo de tierra cubierto por una coraza de piedra cuya parte central hay una elevación del núcleo terroso con una leve depresión recubierta de losetas y una laja de piedra arenisca vertical que se puede interpretar como una estela. Sobre esta estructura se construyó un nuevo túmulo de 1,30 metros de grosor  realizado con un aparejo de losas horizontales a piedra seca. Esta nueva estructura oculta y sella la anterior. Se ha identificado un pozo que corta y atraviesa el túmulo de piedra, alcanzando el techo de la fase constructiva original.
Los hallazgos de material arqueológico han sido muy escasos y las dataciones que se han realizado mediante pruebas de carbono 14 de resto orgánicos indican que proceden del periodo medieval. Por similitud constructivas con otros monumentos megalíticos, como los  túmulos asturianos sin cámara convencional se estima que su construcción se realizó sobre finales del V milenio AC.
- Túmulo Armañón I.

Es una estructura tumular de 615 metros de diámetro y una altura de 50 cm que carece de cámara sepulcral. En el centro del mismo hay restos de madera quemadas, mayoritariamente de haya, que datan, según las pruebas de carbono 14 del silo XVII y del XX.
- Túmulo Galupa III.

Es una estructura tumular a la que le falta la cámara sepulcral. De planta circular tiene un diámetros de 6,40 metros y una altura de 45 cm. En el centro hay un hoyo con restos de  maderas carbonizadas, en su mayoría roble, que datan, según pruebas de carbono 14, del siglo XVII.
- Cista de  Biroleo I.

Este pequeño monumento megalítico funerario individual es de planta subcircular con un diámetro de 2,70 metros y una altura de 40 cm. La cámara funeraria está formada por una serie de ostratos horizontales rodeado de un doble anillo de ostratos verticales que llegaron a justificar la calificación de crómlech que tubo en algún momento. La datación por carbono 14 de un resto de madera de roble aportó un resultado de la 2.ª mitad del II milenio AC.
- Túmulo Carcelares.

- Dolmen  El Suceso.

- Dolmen Campo Diego.

- Dolmen Galupa IV.

- Dolmen Galupa V.

- Túmulo Picosal II.

- Túmulo Surbias.

- Cabaña de Birileo II.[5]

Se creó una "ruta megalítica"  que recorre los monumentos seleccionados los cuales han sido, previamente, estudiados y señalados mediante la placa en hito oficial del Gobierno Vasco. Se realizaron intervenciones arqueológicas, dirigidas por el arqueólogo Juan Carlos López Quintana en los túmulos La Lama, Armañon I y Galupa II y  la restauración del túmulo La Lama y del dolmen Galupa I donde, bajo la dirección de la restauradora Amagoia Güenaga Lizaso, se realizaron laboras de reintegración y consolidación de excavaciones antiguas.
La ruta megalítica va desde el barrio de El Suceso de Carranza hasta  el centro de interpretación del parque Parketxe, al lado de la entrada a la cueva de Pozalagua. Tiene acceso desde los barrios de Santecilla y Paules, y desde Trucios. Tanto en el inicio como en el final de la misma hay sendos paneles informativos  así como un panel de interpretación del túmulo de La Lama. Está debidamente señalizada. Se ha realizado un folleto informativo que se adquiere en el centro de interpretación del parque y en la oficina de turismo, además de tener un apartado específico en la web del parque natural.
- Vídeo sobre monumentos megalíticos del norte de la península ibérica y el túmulo de La Lama